# Dibenzodiazepine
Le dibenzodiazepine sono una classe di antipsicotici atipici (da non confondere con le benzodiazepine che sono ansiolitici) utilizzate nel trattamento della schizofrenia. Esempi di dibenzodiazepine sono la clozapina (che è però considerata un farmaco di seconda linea a causa dei potenziali effetti collaterali) e l'olanzapina.